# Challans
Challans es una comuna y población de Francia, en la región de Países del Loira, departamento de Vendée, en el distrito de Les Sables-d'Olonne. Es la cabecera y -con mucho- la mayor población del cantón de su nombre.
Está integrada en la Communauté de communes Marais et bocage.

## Demografía
| 2 500 | 2 783 | 2 928 | 3 307 | 3 832 | 3 640 | 4 153 | 4 135 | 4 167 | 4 178 | 4 486 | 4 631 | 4 782 | 4 917 | 5 172 | 5 274 | 5 453 | 5 508 | 5 463 | 5 877 | 5 407 | 5 609 | 5 469 | 5 704 | 5 643 | 5 828 | 6 962 | 8 558 | 11 794 | 12 845 | 14 203 | 16 132 | 18 035 |
| Para los censos de 1962 a 1999 la población legal corresponde a la población sin duplicidades (Fuente: INSEE [Consultar]) |       |       |       |       |       |       |       |       |       |       |       |       |       |       |       |       |       |       |       |       |       |       |       |       |       |       |       |        |        |        |        |        |